# Åbo stadsvapen

Åbo vapen.

Åbo stadsvapen återgår på ett medeltidssigill för Åbo stad från 1309.
Bokstaven A i gotisk form syftar på begynnelsebokstaven i stadens latinska namn Aboa. Liljan är sinnebild för jungfru Maria, åt vilken Åbo domkyrka är helgad. Hertigkronan kröner skölden eftersom Egentliga Finlands landskapsvapen fört hertigkrona sedan år 1557, efter att det dåtida Finland förlänats åt hertig Johan 1556. En liknande figur som detta A finns i Västerås kommunvapen men har där en annan betydelse.
Vapnets motiv finns också som flagga.